# Horodnie (obwód odeski)
Horodnie (ukr. Городнє) – wieś na Ukrainie, w obwodzie odeskim, w rejonie bołgradzkim, siedziba hromady. W 2001 liczyła 5104 mieszkańców, głównie Bułgarów.